# ヴィンセント・セフォ
ヴィンセント・セフォ（Vincent Sefo、2003年6月6日 - ）は、ジャパンラグビーリーグワン花園近鉄ライナーズに所属するラグビー選手。かつてはラグビーリーグの選手だった。

## プロフィール
- オーストラリア出身[1]。
- ポジションはセンター(CTB)。
- 身長 187 cm、体重 102 kg

## 来歴
ブリスベンステートハイスクール卒業後、ブロンコスを経て、2022年、近鉄ライナーズ(現・花園近鉄ライナーズ)に加入。
2023年3月17日に行われたJAPAN RUGBY LEAGUE ONE第12節東京サンゴリアス戦にて先発出場で日本での公式戦初出場を果たして、デビュー戦でトライをあげた。